# Булатов Олексій Михайлович
Олексій Михайлович Булатов (рос. Алексей Михайлович Булатов; 24 січня 1978, м. Свердловськ, СРСР) — російський хокеїст, нападник. Майстер спорту. 
Вихованець хокейної школи «Юність» (Єкатеринбург), тренери — В. Голоухов, В. Збружинський, В. Кузьміних. Виступав за «Динамо-Енергія» (Єкатеринбург), «Сєвєрсталь» (Череповець), «Салават Юлаєв» (Уфа), «Спартак» (Москва), ЦСК ВВС (Самара), «Металург» (Новокузнецьк), «Зауралля» (Курган), «Молот-Прикам'я» (Перм), «Югра» (Ханти-Мансійськ), «Супутник» (Нижній Тагіл), «Автомобіліст» (Єкатеринбург). 
Освіта — середня. 
Дружина — Анастасія, дизайнер. Донька — Вероніка (2004 р.н.).